# Anyphaena pacifica
Anyphaena pacifica es una especie de araña del género Anyphaena, familia Anyphaenidae. Fue descrita científicamente por Banks en 1896.
Se distribuye por Canadá y los Estados Unidos. La especie se mantiene activa durante todos los meses del año.